# Aušrinė Armonaitė
Aušrinė Armonaitė (ur. 26 maja 1989 w Wilnie) – litewska polityk i politolog, posłanka na Sejm Republiki Litewskiej, przewodnicząca Partii Wolności (2019–2024), minister gospodarki i innowacji (2020–2024).

## Życiorys
W 2008 ukończyła szkołę średnią im. Mykolasa Beržiški w Wilnie. W 2012 uzyskała licencjat z nauk politycznych w Instytucie Stosunków Międzynarodowych i Nauk Politycznych Uniwersytetu Wileńskiego, a w 2014 magisterium z zakresu polityki publicznej na tej samej uczelni. Zaangażowała się w działalność polityczną w ramach Ruchu Liberalnego Republiki Litewskiej. W latach 2010–2011 była przewodniczącą organizacji młodzieżowej tego ugrupowania. Później objęła funkcję wiceprzewodniczącej partii. W latach 2013–2015 pracowała jako analityk w Litewskiej Konfederacji Biznesu. W 2015 została wybrana do rady miejskiej Wilna.
W wyborach parlamentarnych w 2016 uzyskała mandat posłanki na Sejm z ramienia Ruchu Liberalnego Republiki Litewskiej. W 2018 wystąpiła z frakcji swojego ugrupowania. W czerwcu 2019 została przewodniczącą nowo powstałej Partii Wolności.
W 2020 jej ugrupowanie przekroczyło próg wyborczy, a Aušrinė Armonaitė z powodzeniem ubiegała się o poselską reelekcję, uzyskując mandat w okręgu większościowym utworzonym dla litewskiej diaspory (w drugiej turze głosowania otrzymała 53,2% głosów). 9 listopada 2020 kierowana przez nią Partia Wolności (11 mandatów) podpisała umowę koalicyjną ze Związkiem Ojczyzny (50 mandatów) oraz Ruchem Liberalnym Republiki Litewskiej (13 mandatów).
W powołanym 11 grudnia 2020 gabinecie Ingridy Šimonytė Aušrinė Armonaitė objęła urząd ministra gospodarki i innowacji. W wyborach z października 2024 nie utrzymała mandatu, kierowana przez nią partia znalazła się poza parlamentem. W tym samym roku ustąpiła z funkcji przewodniczącej ugrupowania. Urząd ministra sprawowała do grudnia 2024.